# Colares (Pará)
Colares do Pará é um município do estado do Pará, no litoral da baía do Marajó, na microrregião do Salgado, mesorregião do Nordeste Paraense. O município tem cerca de 11 mil habitantes e 613 km² e foi criado em 1961.
O município ficou internacionalmente conhecido através dos documentários exibidos na série Arquivos Extraterrestres veiculada pelo The History Channel, acerca dos frequentes ataques de supostas naves e seres extraterrestres que foram documentados pela Operação Prato, que foi registrada em vídeos por oficiais da aeronáutica em Colares e no município vizinho Vigia, nos anos de 1977 e 1978. Esses documentos foram parcialmente revelados pela Força Aérea Brasileira.